# Pusté Úľany
Pusté Úľany és un poble i municipi d'Eslovàquia que es troba a la regió de Trnava, a l'oest del país.

## Història
La primera menció escrita de la vila es remunta al 1301.

## Demografia
| Godina             | 1994 | 2004   | 2014   | 2024   |
| ------------------ | ---- | ------ | ------ | ------ |
| Nombre de persones | 1519 | 1599   | 1708   | 1822   |
| Diferència         |      | +5,26% | +6,81% | +6,67% |

| Godina             | 2023 | 2024   |
| ------------------ | ---- | ------ |
| Nombre de persones | 1844 | 1822   |
| Diferència         |      | −1,19% |

## Persones il·lustres
- Titus Buberník (1933-2022): futbolista eslovac.